# Петрушова, Ирина Альбертовна
Ирина Альбертовна Петрушова (8 декабря 1965, Горьковская область) — казахстанский журналист, основатель и главный редактор газеты «Республика» (основана в 2000 году, в дальнейшем — «Республика-деловое обозрение», «Ассанди-таймс»), закрытой властями республики. В настоящий момент[какой?] времени шеф-редактор информационно-аналитического портала «Республика» — одного из ведущих СМИ Казахстана, выходящего с 2008 года. С 2002 года живёт в России, имеет гражданство Российской Федерации.
В начале 2000-х годов после серии публикаций о коррупции в правительстве Казахстана жизнь Петрушовой оказалась под угрозой, из-за чего она вынуждена была переехать в Россию. В 2002 году Петрушова была удостоена Международной премии за свободу прессы Комитета защиты журналистов. Лауреат премии Союза журналистов Казахстана за 2007 год. Лауреат премии Свободы за 2014 год за вклад в журналистику и развитие демократии в Казахстане.

## Биография
Ирина Петрушова родилась в 1965 году вблизи Нижнего Новгорода. Дочь журналиста Альберта Петрушова, который работал репортёром газеты ЦК КПСС «Правда» и был известен критическими публикациями о руководстве Казахской ССР, в том числе статьями, после которых был отправлен на пенсию член Политбюро ЦК КПСС Динмухамед Кунаев.
В начале 1980-х училась в Ленинградском государственном университете. Поступила на журфак, по собственным словам, под влиянием своего отца, поездив с ним по Советскому Союзу и увидев, какое позитивное влияние может оказать на жизнь простых людей внимание к ним со стороны средств массовой информации.
Осенью 1992 года отец журналистки Альберт Петрушов попал в автоаварию, переходя Ленинградский проспект в Москве, в результате чего получил серьёзную травму головного мозга. Его рукопись книги о Кунаеве была украдена, пока он был без сознания.
С 1998 года Ирина работает главным редактором газеты «Республика», из-за преследований властей Казахстана за десять лет сменившей 10 названий, включая саму газету «Республика», «Экономика. Финансы. Рынки», «Ассанди-Таймс», «Право. Политика. Экономика», «Республика. Дубль 2», «Голос республики» и др..
Издание освещали политическую и экономическую жизнь Казахстана, часто публиковала критические материалы в адрес президента Нурсултана Назарбаева. В том числе опубликован ряд публикаций о коррупции, финансовых скандалах и кумовстве в его окружении. Наиболее крупный скандал был связан с подозрениями о том, что Назарбаев разместил 1 миллиард долларов США нефтяных доходов государства на счёт в швейцарском банке. Правительство Казахстана разъяснило, что средства были направлены в чрезвычайный фонд, который использовался для спасения национальной экономики в 1998 году. Из-за неофициального запрета властей Казахстана на печать изданий «Республика» в обычных типографиях, газета некоторое время вынуждена была издаваться фактически как самиздат — на принтерах. Такие действия казахстанских властей были осуждены правозащитными и международными организациями, в частности, ОБСЕ
В Казахстане Петрушова из-за своей профессиональной деятельности подвергалась различным формам преследования, включая надуманное уголовное дело. В ноябре 2001 года представитель правительства Казахстана безуспешно пытался купить контрольный пакет акций еженедельника «Республика». В Международный женский день Петрушовой домой был послан похоронный венок. В январе 2002 года казахстанские издательства стали отказываться печатать газету, к дверям редакции была приколота обезглавленная собака с запиской «не будет шанса в следующий раз», а голова собаки была подкинута к порогу дома Петрушовой. Через три дня после инцидента с собакой офисы газеты были закиданы бутылкой с зажигательной смесью и сгорели дотла.
В связи с этими событиями Петрушова была вынуждена покинуть Казахстан и переехать в Россию. В 2002 году Комитет защиты журналистов вручил ей Международную премию за свободу прессы в номинации «За свободу выражения».
В Москве Петрушова редактировала казахстанское издание «Ассанди таймс», которое широко освещало расследование Министерства юстиции США в связи с предположениями о том, что президент Назарбаев и его окружение приняли $ 78 млн в виде взяток от американских нефтяных компаний в 2000 году.
В 2004 году Петрушова была задержана российскими правоохранительными органами в Санкт-Петербурге по запросу из Казахстана, но отпущена спустя пару часов в связи с тем, как объяснили представители МВД России, что запрос казахской полиции носит политический характер. Тем не менее, в апреле 2005 года Ирина снова была задержана в Волоколамске вблизи Москвы по просьбе казахстанских властей, которые добивались её выдачи по обвинению в уклонении от уплаты налогов и нарушении казахстанских законов о гражданстве. Однако прокуратура Московской области постановила, что срок исковой давности по выдвинутым в Казахстане обвинениям истёк, кроме того было указано, что Россия согласно Конституции РФ не выдаёт своих граждан. По мнению председателя Союза журналистов Казахстана Сейтказы Матаева и казахстанской оппозиции, задержание Ирины Петрушовой является провокацией и имеет явную политическую подоплёку. Представителям российской прессы в Финансовой полиции и в Генпрокуратуре Казахстана отказались комментировать историю с Ириной Петрушовой и не смогли ответить, с чем связано задержание журналистки.
Сомнения в правомерности обвинений властей Казахстана в отношении Петрушовой выразил ряд международных организаций, в частности Европейский парламент, в своей резолюции от 13 февраля 2003 года потребовал прекратить преследование независимого журналиста, «Репортёры без границ» и Human Rights Watch. А как отметило Казахстанское международное бюро по правам человека и соблюдению законности правонарушение, которое якобы совершила Петрушова, относится к административным, и не предусматривает уголовного преследования в законодательстве Казахстана.
Ирина Петрушова имеет двух сыновей.